# Фуксия
Фу́ксия (лат. Fúchsia) — род многолетних растений семейства Кипрейные (Onagraceae). Родина фуксии — Центральная и Южная Америка, Новая Зеландия. Это вечнозелёные кустарники, которых в природе насчитывается около 100 видов.
Многие виды культивируются как декоративные растения, выведено множество сортов.
Народное название — цыганские серёжки.

## Открытие иэтимология
Фуксия была открыта французским учёным Шарлем Плюмье. В 1696 году во время своей третьей экспедиции в Вест-Индию возле нынешней столицы Доминиканской республики Санто-Доминго Плюмье обнаружил новое растение. Он назвал его в честь немецкого ботаника и медика Леонарта фон Фукса (1501—1566), одного из «отцов ботаники». Полное название на латинском звучало так: Fuchsia Triphylla Flore Coccinea.
Позже это название использовал Карл Линней. Поскольку исходным пунктом ботанической номенклатуры установлен 1753 год, Линней формально считается автором ботанического названия этого рода.
Ввезена в Европу в XVIII веке и в дальнейшем получила распространение как декоративное комнатное растение.

## Ботаническое описание

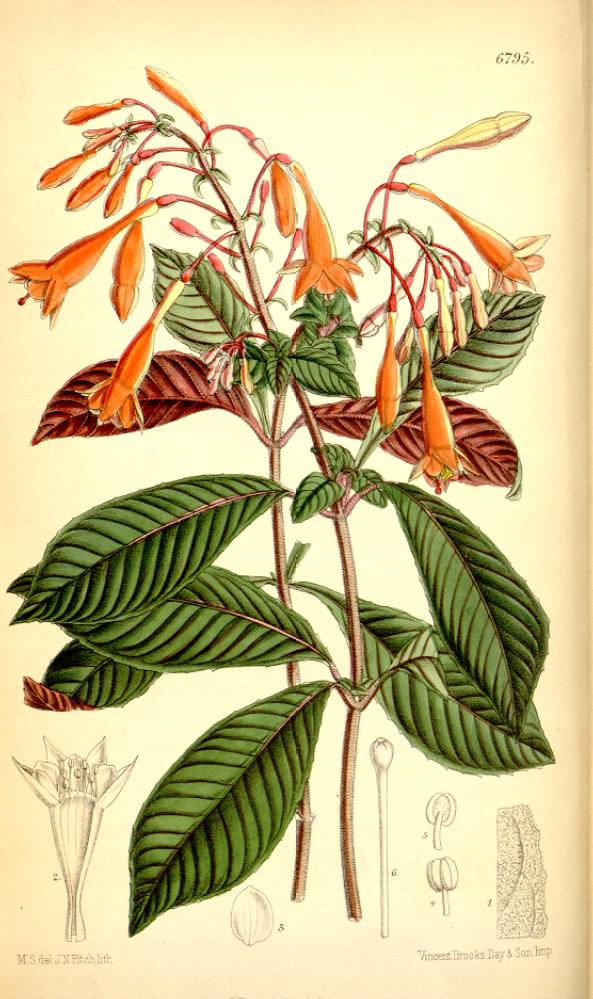
Fuchsia triphylla — типовой вид рода Фуксия. Ботаническая иллюстрация

Деревце или кустарник, с гибкими ветвями, покрытыми небольшими зелёными или слегка красноватыми листьями. Листья супротивные овально-ланцетной формы, 4-5 см длиной, заострённые на конце и слегка зубчатые по краю. Цветёт обильно и долго. Цветки фуксии бывают разной окраски, простые или махровые. Цветок состоит из двух частей: из венчиковидной яркой чашечки и трубчатого венчика с отогнутыми листьями. Лепестки короче, чем лопасти чашечки, тычинки более длинные, чем чашечка. После цветения образуется плод — съедобная ягода.

## Значение и применение

### Выращивание в культуре
Фуксии светолюбивы. Температура содержания — умеренная или прохладная, при температуре выше 18—20 °C фуксия может сбросить цветки и листья и даже погибнуть. Зимой растения содержат при температуре 6—10° С. Полив летом обильный, почва должна быть влажная, растение нужно периодически опрыскивать. Зимой полив умеренный. Пересаживать фуксии необходимо ежегодно весной. Почва — 3 части глинисто-дерновой и 2 части торфяной земли с добавлением 1 части песка.

#### Болезни и вредители
Повреждается тлёй, белокрылкой, паутинным клещом, серой гнилью и ржавчиной.

#### Размножение
Весной побеги обрезают на треть длины: срезанные побеги используют на черенки.
Можно выращивать также из семян, но при этом способе нет гарантии сохранения всех признаков материнского растения.

## Виды
По информации базы данных The Plant List, род включает 113 видов:
- Fuchsia boliviana — Фуксия боливийская
- Fuchsia coccinea — Фуксия ярко-красная
- Fuchsia fulgens — Фуксия блестящая
- Fuchsia magellanica — Фуксия магелланская
- Fuchsia microphylla — Фуксия мелколистная
- Fuchsia paniculata — Фуксия метельчатая
- Fuchsia splendens — Фуксия сверкающая
- Fuchsia triphylla typus[6] — Фуксия трёхлистная

## Галерея

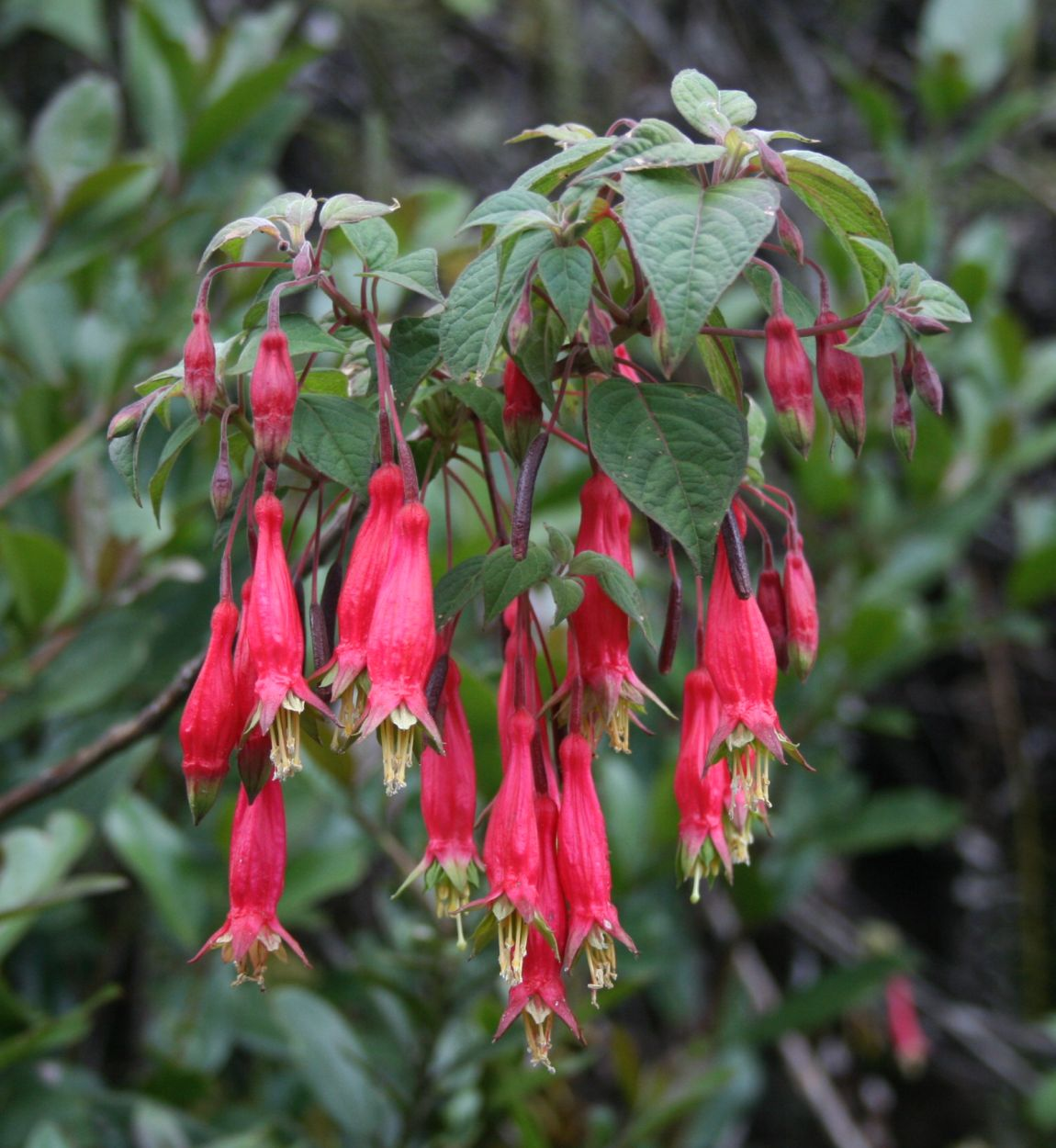
Fuchsia splendens
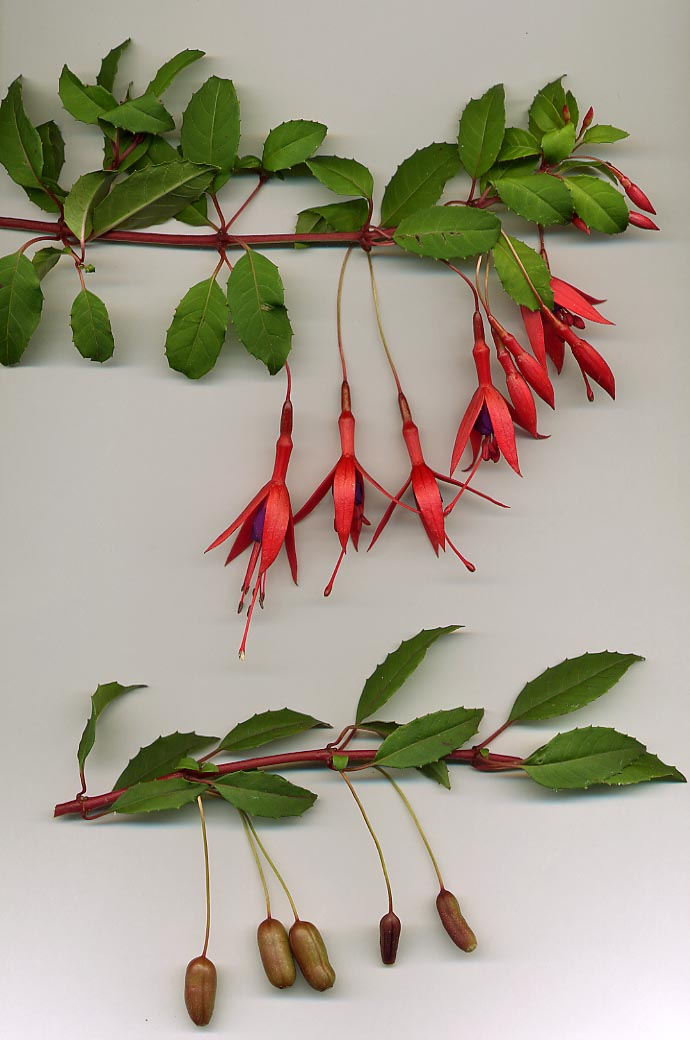
Fuchsia magellanica
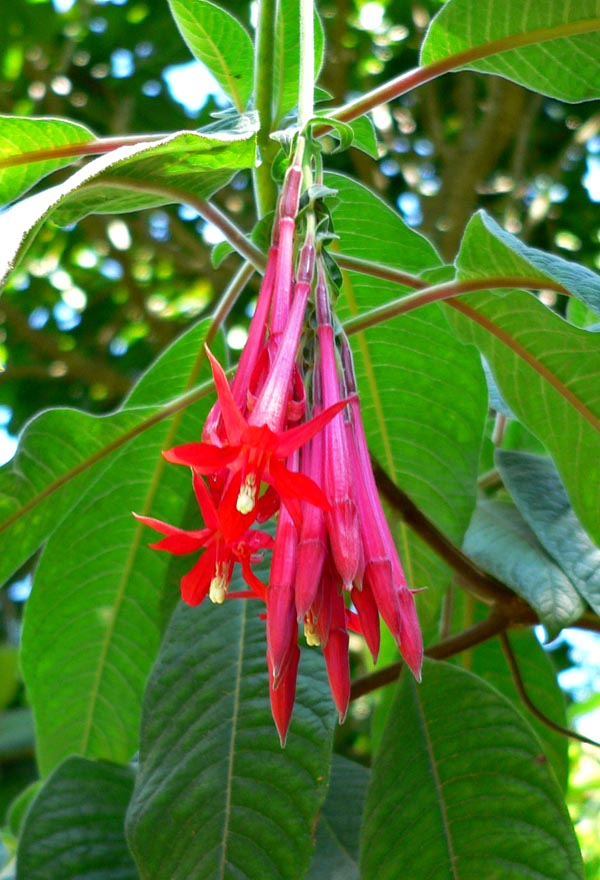
Fuchsia boliviana
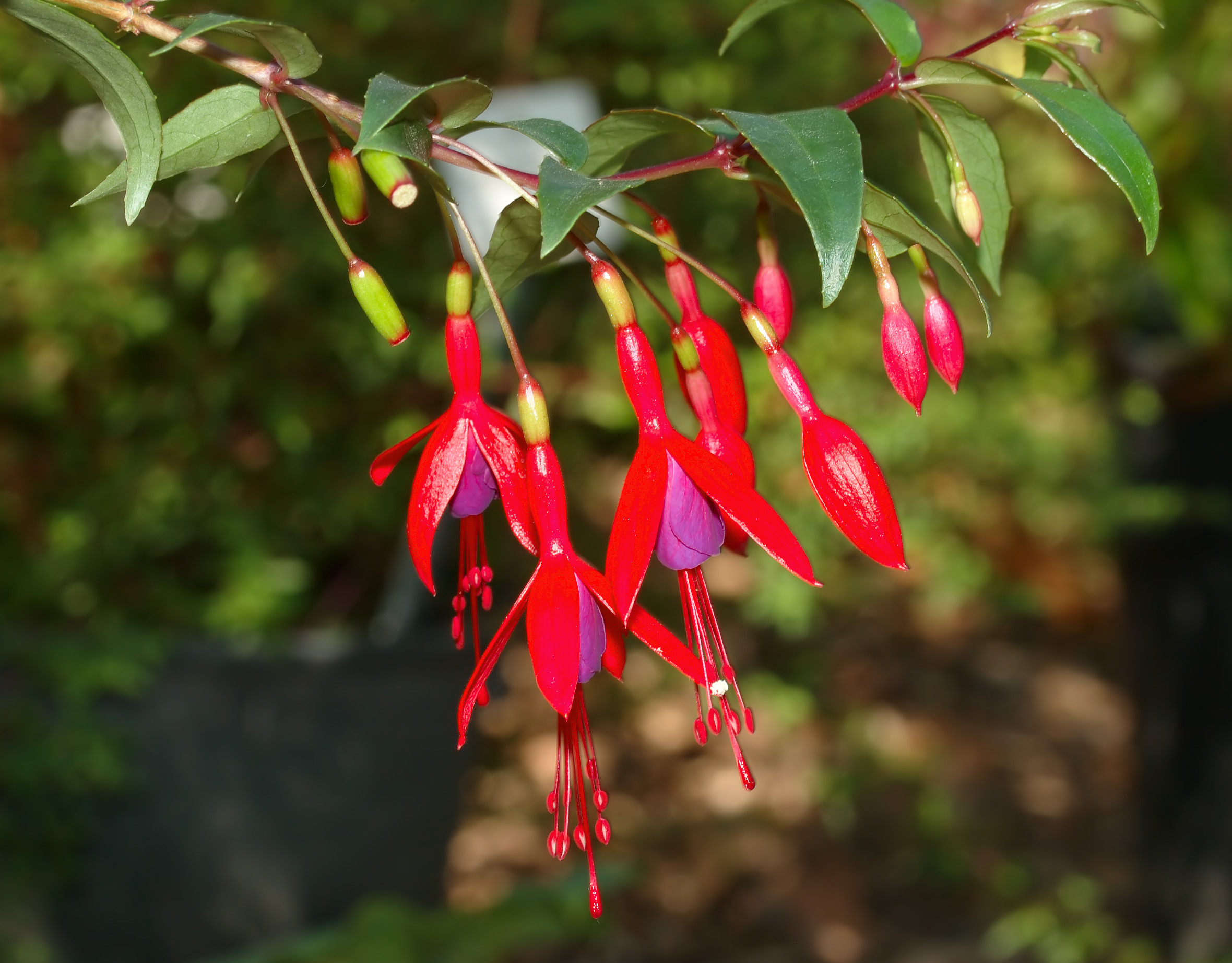
Fuchsia regia
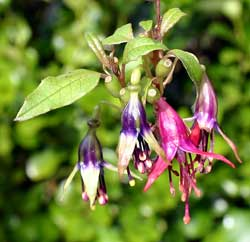
Fuchsia excorticata
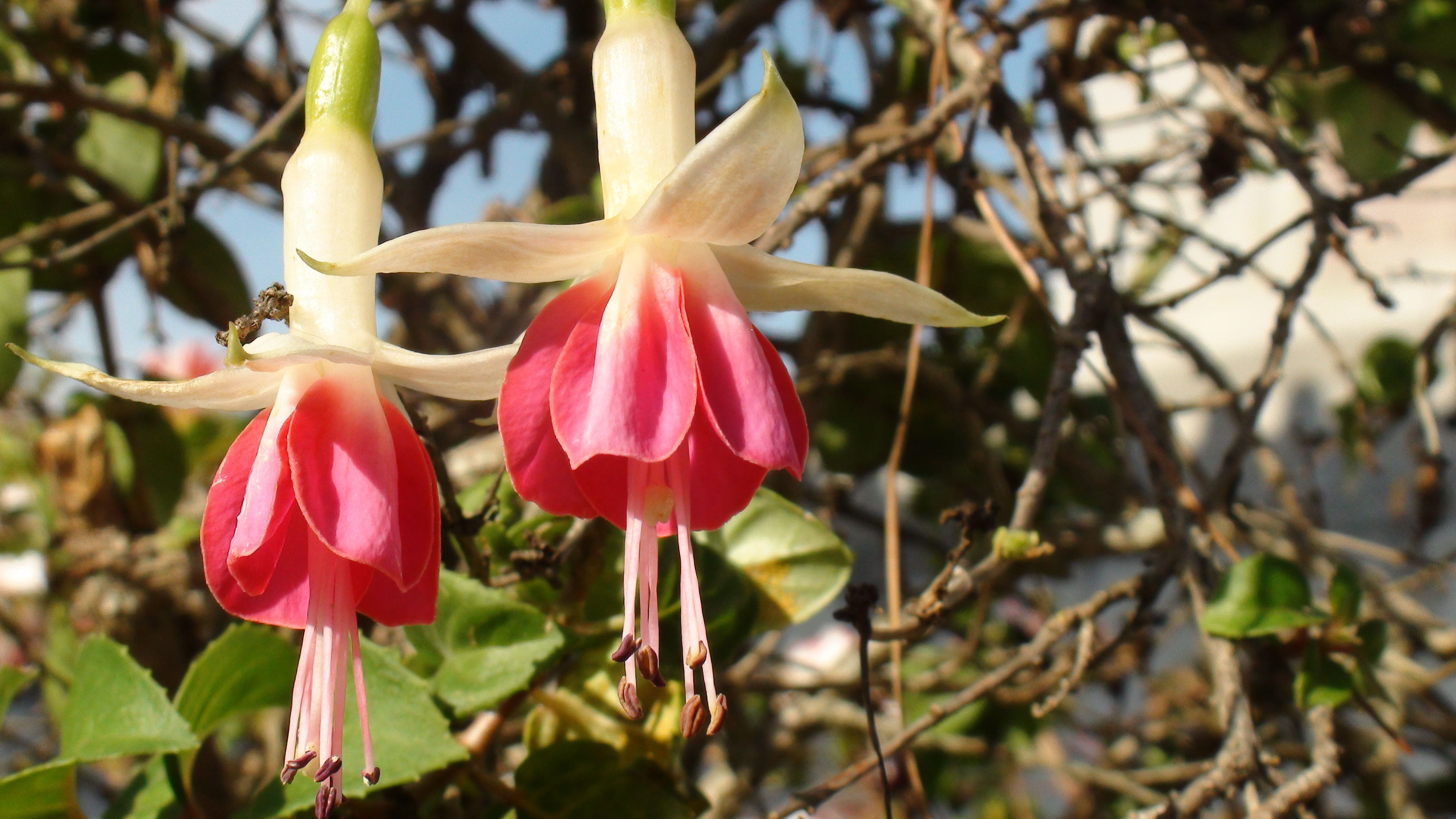
Садовая фуксия
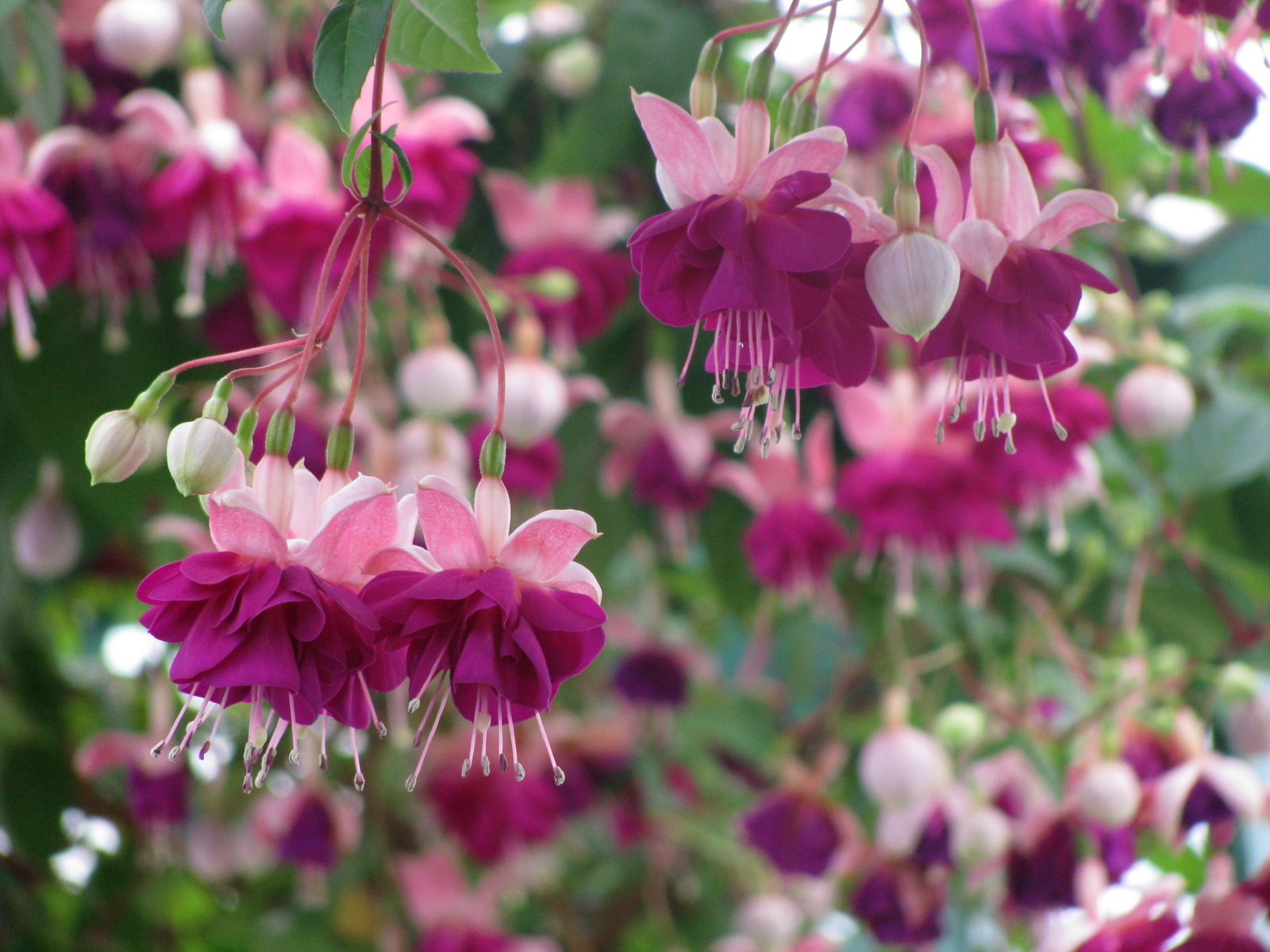
Сорт фуксии с махровыми цветками
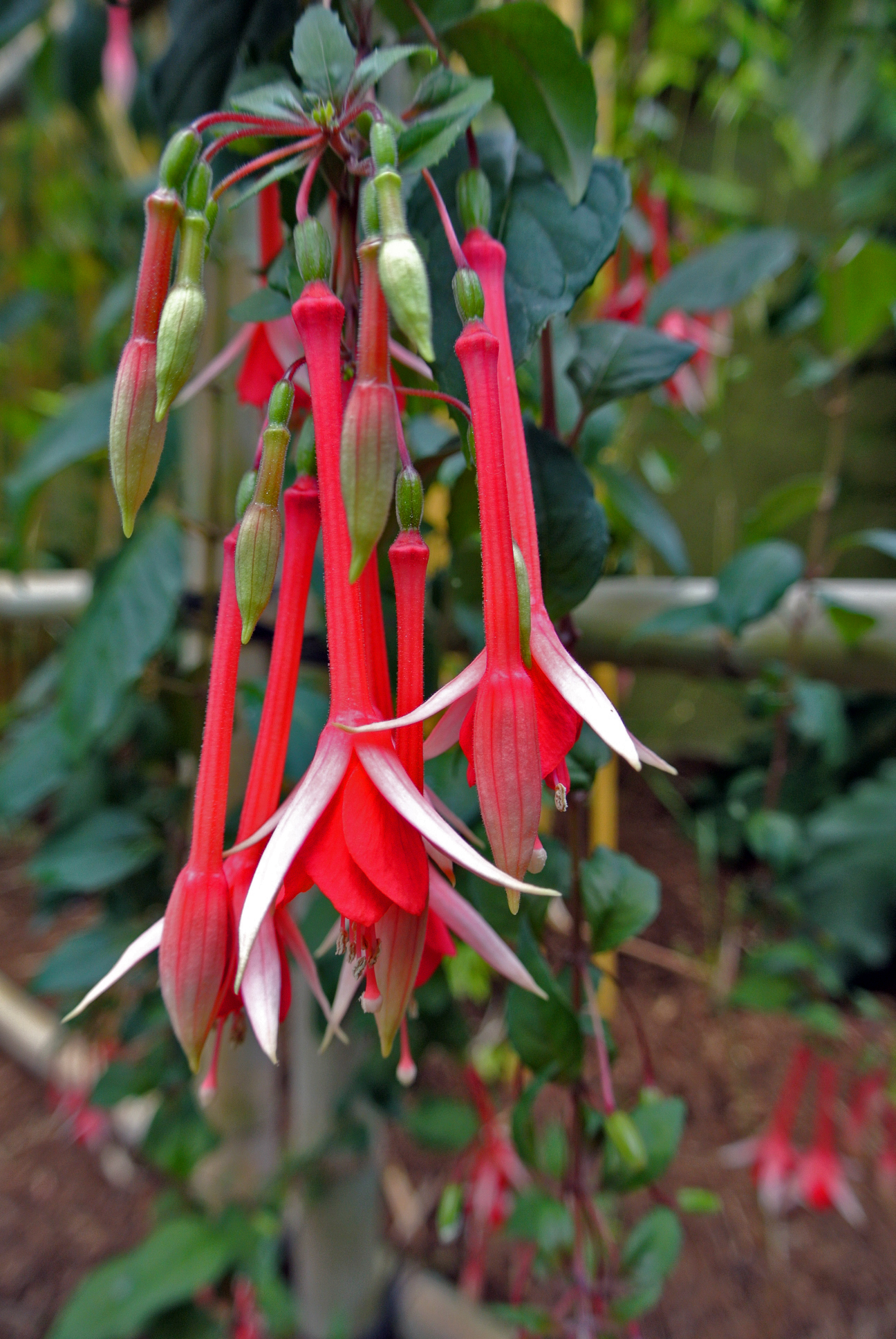
Фуксия 'Mantilla'
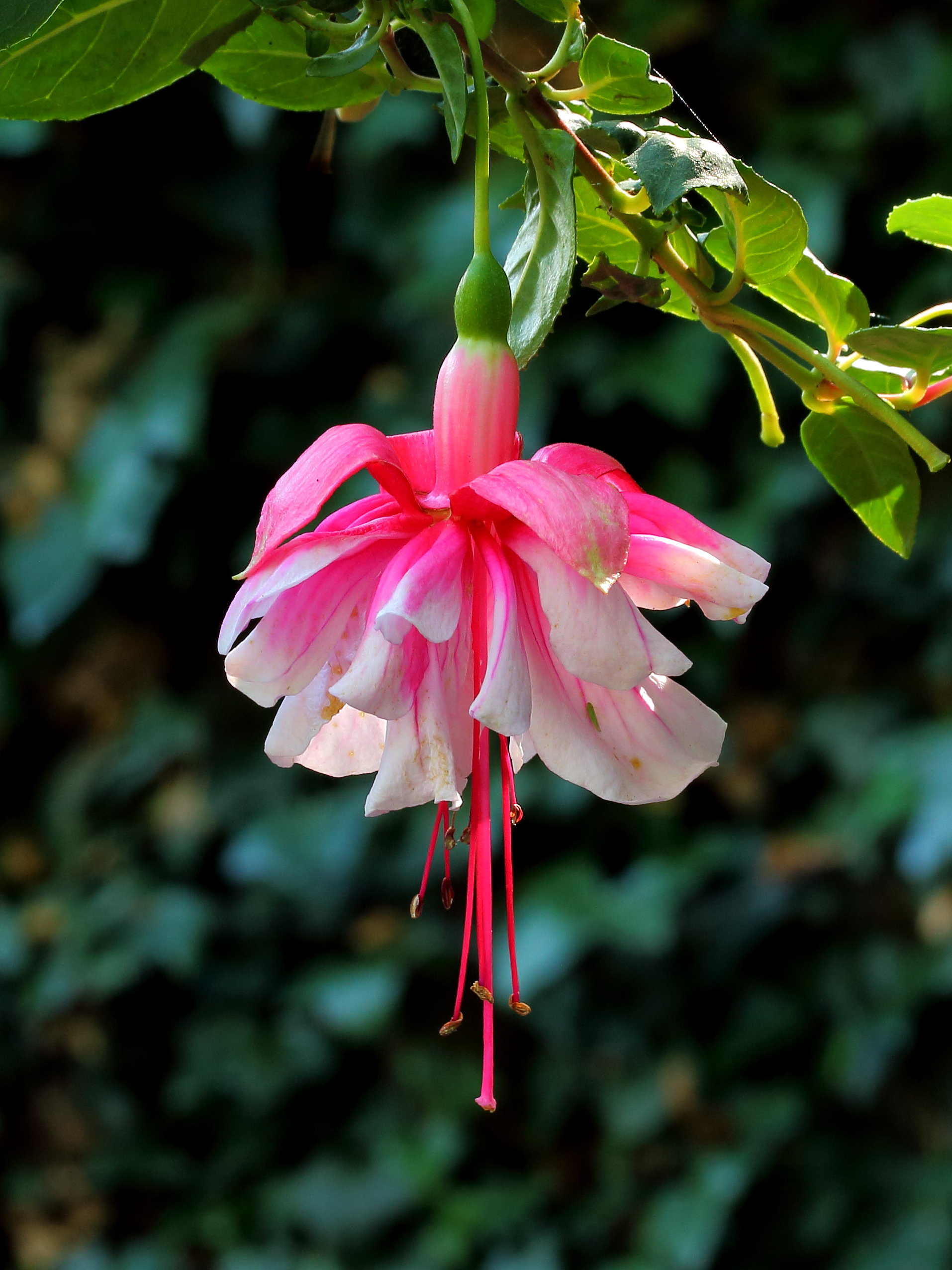
Фуксия 'Sir Matt Busby'
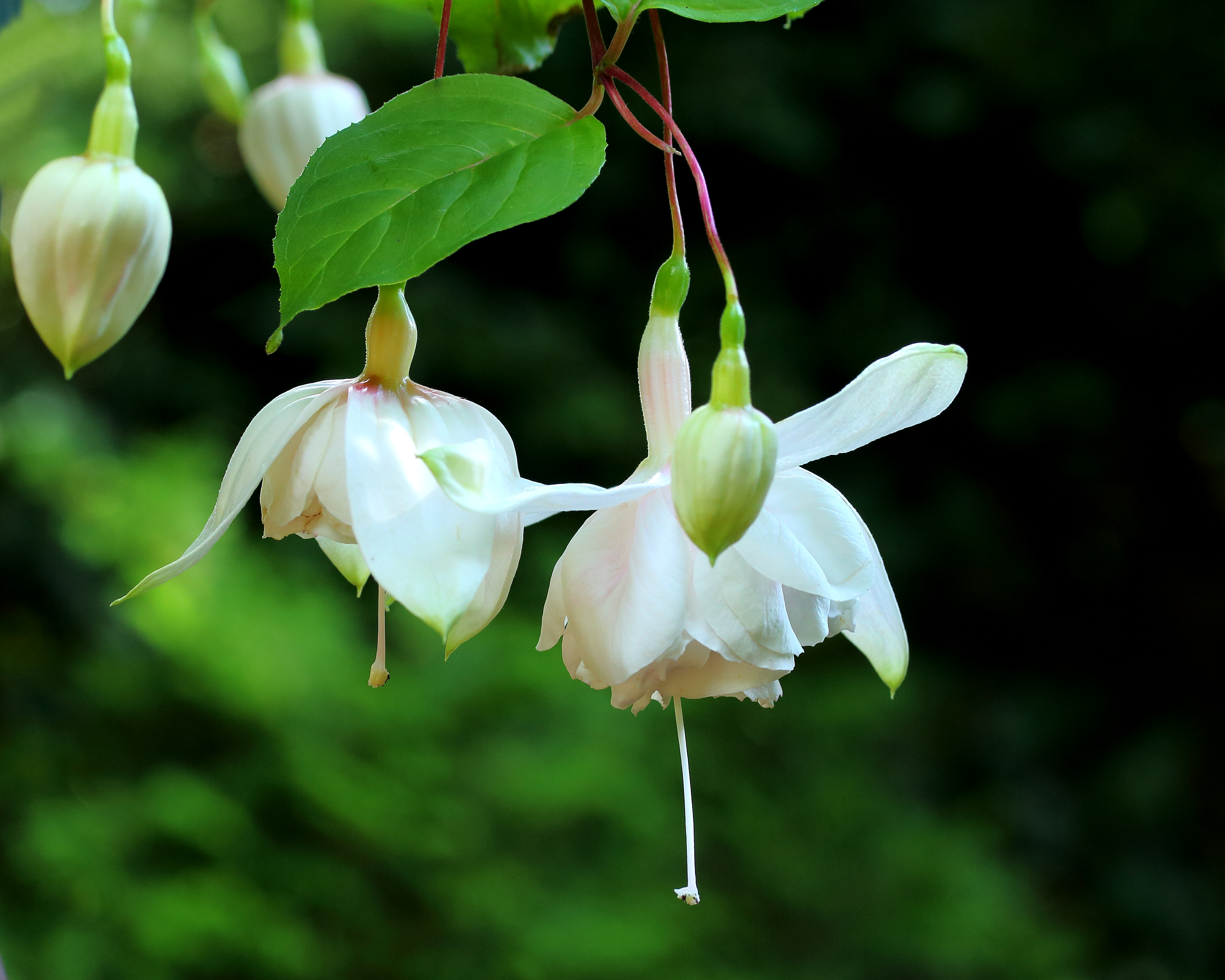
Фуксия 'Pink Marshmellow'
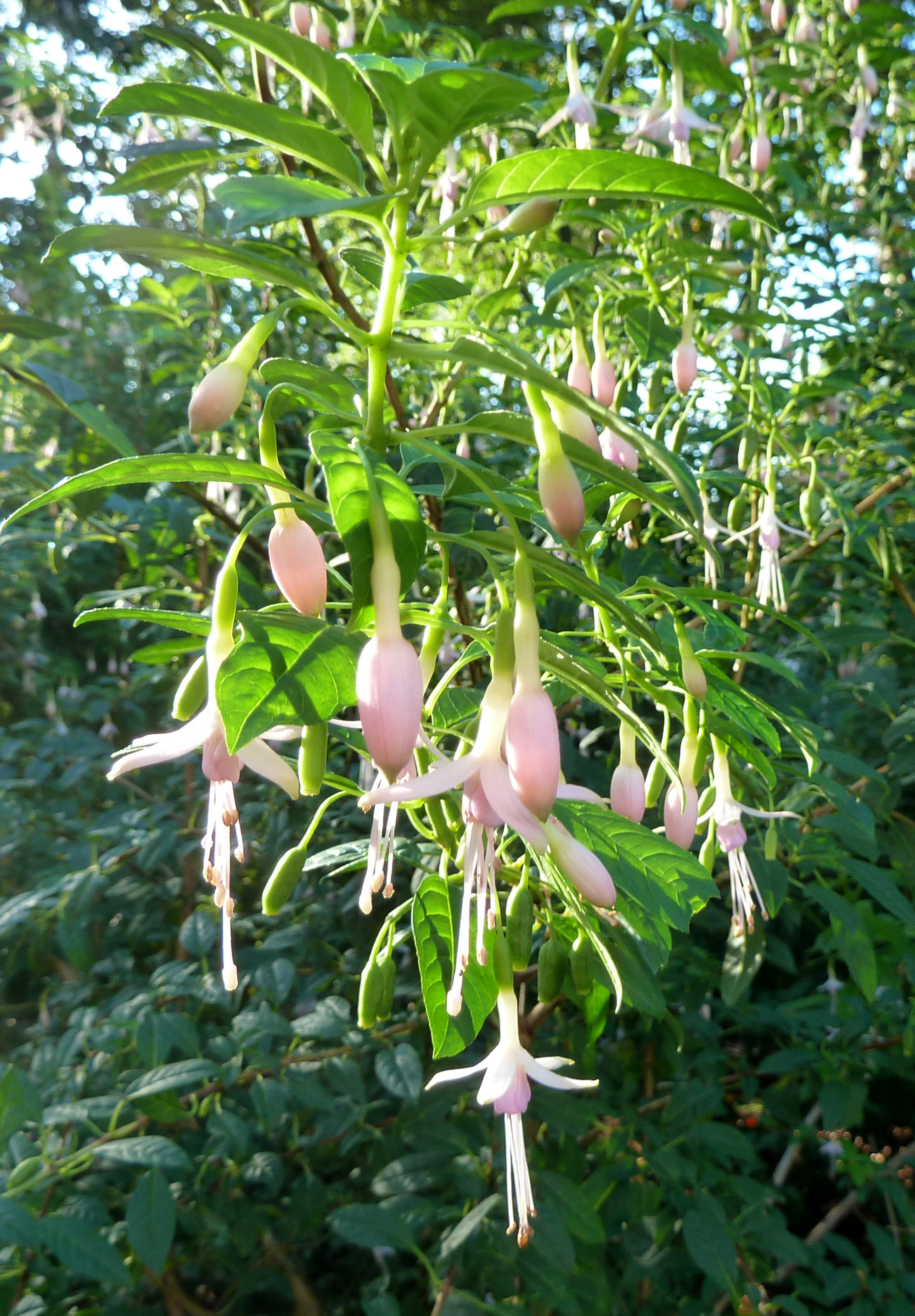
Fuchsia magellanica 'Moliniae'

## Интересные факты
- Существует пурпурный цвет, названный в честь фуксии.
- Химическое соединение фуксин получило такое название из-за схожести его водных растворов с окраской цветов фуксии.
- У американского джазового саксофониста Сэма Риверса дебютный альбом называется Fuchsia Swing Song